# Acronia arnaudi
Acronia arnaudi là một loài bọ cánh cứng trong họ Cerambycidae.